# Giannis Goumas
Giannis Goumas (grč. Γιάννης Γκούμας) (Ampelonas, Grčka, 24. svibnja 1975.) je grčki nogometni trener i bivši nogometaš.

## Karijera
Goumas je rođen 24. svibnja 1975. u selu Ampelonas, blizu Larisse. Bio je jedan od mnogih igrača koji su nogometno izrasli u Panathinaikosovom omladinskom pogonu te je u klubu proveo svu svoju igračku karijeru. U seniroskoj momčadi je počeo igrati 1994. kao središnji branič te je bio poznat kao izvrstan igrač u zračnim duelima dok je kao branič imao neobične sposobnosti da postiže pogotke (često sa spektakularnim udarcima). Tako je Goumas u svojoj klupskoj karijeri uspio u europskim natjecanjima zabiti golove nogometnim velikanima kao što su Real Madrid, Juventus i Glasgow Rangers. Jedan od takvih pogodaka bio je i onaj protiv rivala Olympiacosa koji je u konačnici Panathinaikos doveo do naslova prvaka 2004.
Giannis Goumas je krajem lipnja 2009. sporazumno napustio Panathinaikos u kojem je odigrao 277 prvenstvenih utakmica te pritom postigao 27 pogodaka.
Goumas je od 1995. do 1999. nastupao za grčku U-21 reprezentaciju, dok je za seniore debitirao zajedno s Takisom Fyssasom u utakmici protiv Finske 1999. Bio je član trofejne generacije koja je 2004. osvojila naslov europskog prvaka. Za Grčku je nastupio i na Kupu konfederacija 2005. te na Europskom prvenstvu 2008. u Austriji i Švicarskoj.

## Osvojeni trofeji

### Klupski trofeji
| Klub          | Natjecanje      | Godina |
| Grčka         | Grčka           | Grčka  |
| ------------- | --------------- | ------ |
| Panathinaikos | Grčko prvenstvo | 1995.  |
| Panathinaikos | Grčko prvenstvo | 1996.  |
| Panathinaikos | Grčko prvenstvo | 2004.  |

### Reprezentativni trofej
| Portugal   | Portugal |
| Natjecanje | Trofej   |
| ---------- | -------- |
| EURO 04'   | Zlato    |